# ألم هزة الجماع
ألم هزة الجماع (بالإنجليزية: Orgasmalgia)‏ هو ألم يحدث في وقت هزة الجماع.